# Coach Carter
Pour plus de détails, voir Fiche technique et Distribution.
Coach Carter est un film américain de Thomas Carter sorti en 2005. Le film est basé sur l'histoire vraie de Ken Carter, entraîneur de basket-ball au lycée de Richmond (Californie, États-Unis). Cet entraîneur avait fait les gros titres des journaux locaux en 1999 après avoir réalisé une belle série de matchs sans défaite tout en surpassant ses prédécesseurs en matière de résultats académiques pour ses joueurs.

## Synopsis
Ken Carter (Samuel L. Jackson), afro-américain, est embauché comme entraineur au lycée de Richmond pour l'équipe de basket-ball.
Il était lui-même un des meilleurs joueurs de l'équipe de basket-ball 30 ans plus tôt.
La majorité des élèves sont afro-américains et socialement très pauvres.
Son attitude est intransigeante et sévère, car il veut que les élèves, membres de l'équipe, améliorent leurs résultats en basket-ball mais aussi leur résultats scolaires pour être admis dans des universités et qu'ils deviennent des adultes.

## Fiche technique
- Réalisation : Thomas Carter
- Scénario : Mark Schwahn et John Gatins
- Musique : Trevor Rabin
- Photographie : Sharone Meir
- Montage : Peter E. Berger
- Décors : Carlos Barbosa
- Costumes : Debrae Little
- Direction artistique : Tim Beach
- Production : David Gale, Brian Robbins et Michael Tollin

Producteurs délégués : Thomas Carter, Nan Morales, Caitlin Scanlon, Sharla Sumpter et Van Toffler
Coproducteurs :
Producteurs associés :
- Sociétés de production : MTV Films, MMDP Munich Movie Development & Production GmbH & Co. Project KG et Tollin/Robbins Productions
- Distribution :

 États-Unis : Paramount Pictures
 France : United International Pictures
- Genre : Biopic
- Durée : 136 minutes
- Pays d'origine :  États-Unis, coproduction  Allemagne
- Format : 2.35:1 — Son DTS - Dolby Digital
- Dates de sortie[1] :

 États-Unis : 14 janvier 2005
 France : 17 août 2005

## Distribution
- Samuel L. Jackson (VF : Thierry Desroses ; VQ : Éric Gaudry) : Ken Carter, entraîneur de basket-ball
- Rob Brown (VF : Emmanuel Garijo ; VQ : Benoit Éthier) : Kenyon Stone
- Robert Ri'chard (VF: Tony Marot ; VQ : Adrien Lacroix) : Damien Carter
- Rick Gonzalez (VF : Alexis Tomassian ; VQ : Hugolin Chevrette) : Timo Cruz
- Nana Gbewonyo  (VF: Lucien Jean-Baptiste);(VQ : Didier Lucien) : Junior Battle
- Antwon Tanner (VF : Donald Reignoux ; VQ : Gilbert Lachance) : Worm
- Channing Tatum (VF : Ludovic Baugin ; VQ : Sébastien Delorme) : Jason Lyle
- Ashanti (VF : Sandra Valentin ; VQ : Geneviève Désilets) : Kyra
- Texas Battle (VF: Raphaël Cohen) : Maddux
- Debbi Morgan : Tonya
- Adrienne Bailon : Dominique
- Ray Baker : l'entraîneur de Saint Francis

## Bande originale
En janvier 2005, Capitol Records commercialise la bande originale du film, avec certains titres qui n'apparaissent pas dans le film.
Pour la commercialisation de la bande originale du film en France, le titre Aller plus haut interprété par Kayliah, Singuila, Lino, Intouchable et Apollo J fut enregistré uniquement à cette occasion et pour celle-ci.

### Liste des titres
1. Apollo J, Intouchable, Kayliah, Lino, Singuila - "Aller Plus Haut" (disponible uniquement sur la version française de la bande originale du film)
2. Red Café - "All Night Long" - 3:33
3. Fabolous & Mike Shorey - "No Need for Conversation" - 3:38
4. Chingy & G.I.B. - "Professional" - 3:36
5. Lil' Scrappy & The Game - "Southside" - 4:12
6. Ciara - "Roll Wit' You" - 3:23
7. Common, Kanye West & Malik Yusef - "Wouldn't You Like to Ride" - 3:51
8. Faith Evans & Twista - "Hope" - 4:12
9. Van Hunt - "Your Love (Is the Greatest Drug I've Ever Known)" - 3:33
10. Ak'Sent - "This One" - 3:06
11. Czar*Nok - "Beauty Queen" - 3:44
12. Da Hood & Mack 10 - "Balla" - 4:07
13. St. Lunatics & Avery Storm - "Time" - 4:52
14. LeToya Luckett - "What Love Can Do" - 4:04
15. Trey Songz - "About da Game" - 3:39